# Pertti Karppinen
Pertti Johannes Karppinen (født 17. februar 1953 i Vehmaa) er en finsk tidligere roer og tredobbelt olympisk guldvinder.

## Karriere
Karppinen roede sculler gennem hele sin karriere, primært singlesculler. Her gjorde han første gang opmærksom på sig selv ved at blive europamester i 1973.
Han deltog første gang ved OL i 1976 i Montreal, hvor han stadig var relativt ukendt og klarede sig til semifinalen via opsamlingsheat. I semifinalen roede han sig i finalen i femtebedste tid, og her lagde favoritten, den regerende verdensmester Peter-Michael Kolbe fra Vesttyskland, sig klart i spidsen fra start. Men på de sidste 100 meter satte Karppinen en voldsom spurt ind og vandt i tiden 7:29,03 minutter, mere end to et halvt sekund hurtigere end Kolbe, der fik sølv, menst østtyske Joachim Dreifke sikrede sig bronze.
Kampen mellem Karppinen og Kolbe skulle komme til at gentage sig adskillige gange de følgende år, og skønt Kolbe vandt fem VM-titler, lykkedes det ham aldrig at blive olympisk mester. Karppinen blev således nummer to ved VM i 1977, men vandt denne konkurrence i 1979.
Ved OL 1980 i Moskva boykottede en række vestlige lande OL, så kampen Kolbe var ikke med her. Karppinen vandt let sit indledende heat og havde heller ikke problemer i semifinalen. I finalen lagde han sig hurtigt i spidsen og blev der til mål, mens sovjetiske Vasilij Jakutsja lige så sikkert vandt sølv, og østtyske Peter Kersten sikrede sig bronze.
I 1981 forsøgte han sig i dobbeltsculler sammen med sin bror Reima og vandt her VM-sølv, men ved OL 1984 i Los Angeles var han igen tilbage i singlesculleren. Denne gang var legene i stor udstrækning boykottet af de østeuropæiske lande, men til gengæld var Kolbe tilbage ved OL. De to konkurrenter vandt hver sin semifinale, skønt de begge var hårdt presset. I finalen var der dog ikke tvivl om, at Kolbe og Karppinen var de stærkeste, og igen var det finnen, der sikrede sig guldet, næsten to sekunder foran Kolbe på andenpladsen, mens canadieren Robert Mills vandt bronze.
Karppinen vandt i 1985 VM-guld, i 1986 VM-sølv og i 1987 VM-bronze, hvorpå han faldt lidt tilbage i rækkerne. Han deltog i endnu to olympiske lege, men måtte nøjes med en syvendeplads ved OL 1988 i Seoul og en tiendeplads ved OL 1992 i Barcelona. 
Hans tre OL-guldmedaljer i træk placerer ham som en af de mest succesfulde finske sportsmænd i OL-sammenhæng nogensinde og en af de bedste roere i OL-sammenhæng nogensinde (på niveau med sovjetiske Vjatjeslav Ivanov, der vandt OL-guld i 1956, 1960 og 1964). Karppinen noget utraditionelt en meget høj roer (2,01 m).

## OL-medaljer
- 1976:  Guld i singlesculler
- 1980:  Guld i singlesculler
- 1984:  Guld i singlesculler

## VM-medaljer
- VM i roning 1977:  Sølv i singlesculler
- VM i roning 1979:  Guld i singlesculler
- VM i roning 1981:  Sølv i singlesculler
- VM i roning 1985:  Guld i singlesculler
- VM i roning 1986:  Sølv i singlesculler
- VM i roning 1987:  Bronze i singlesculler